# 3-я гвардейская мотострелковая дивизия
3-я гвардейская мотострелковая Краснознамённая дивизия — воинское формирование РККА, принимавшее участие в Великой Отечественной войне.

## История
Приказом Народного Комиссара обороны СССР от 17.03.1942 года № 78 за проявленную отвагу в боях с немецкими захватчиками, стойкость, мужество, дисциплинированность и героизм личного состава 82-я мотострелковая дивизия преобразована в 3-ю гвардейскую мотострелковую дивизию.
В дальнейшем дивизия награждена орденом Красного Знамени. Это было первое забайкальское соединение, получившее звание гвардейского.
Указом Президиума Верховного Совета СССР от 03.05.1942 года за образцовое выполнение боевых заданий командования на фронте борьбы с немецкими захватчиками и проявленные при этом доблесть и мужество 210-й стрелковый полк награждён орденом Красного Знамени.
С мая 1942 года до июня 1943 года в составе войск Западного фронта.
После отдыха и пополнения дивизия в августе 1942 года в составе 5-й армии участвовала в Ржевско-Сычёвской наступательной операции, вела тяжёлые бои в Карманово и Зубково.
В октябре 1942 года — марте 1943 года в составе 29-й, затем снова 5-й армии вела бои в районе Карманово (35 км северо-западнее Гжатска). В декабре 1942 года вела бои за Сычёвку, затем воевала на Минском шоссе. В Ржевско-Вяземской наступательной операции 1943 года дивизия одной из первых 12.03.1943 года освободила Вязьму. В дальнейшем наступала вдоль шоссе Москва-Минск, прошла посёлок Семлёво и, дойдя до города Дорогобуж, заняла оборону. В апреле 1943 года выведена в резерв.
17.06.1943 года отправлена на формирование 6-го гвардейского механизированного корпуса, став последней мотострелковой дивизией в действующей армии.

## Состав
- 5-й гвардейский мотострелковый Краснознамённый полк (из 601-го мсп);
- 6-й гвардейский мотострелковый полк (из 210-го сп);
- 250-й мотострелковый полк;
- 51-й гвардейский артиллерийский Краснознамённый полк;
- 24-й отдельный гвардейский истребительно-противотанковый дивизион;
- 31-й гвардейский отдельный зенитно-артиллерийский дивизион;
- 82-й миномётный дивизион (до 22 октября 1942 года);
- 1-й гвардейский отдельный разведывательный батальон;
- 22-й гвардейский отдельный саперный батальон;
- 33-й гвардейский отдельный батальон связи;
- 26-й медико-санитарный батальон;
- 2-й автотранспортный батальон;
- 3-я ремонтно-восстановительная рота;
- 305-я полевая почтовая станция;
- 330-я полевая касса Госбанка.[2]

## Подчинение
| Дата            | Фронт (округ)  | Армия      | Корпус (группа)                                                                      | Примечания |
| --------------- | -------------- | ---------- | ------------------------------------------------------------------------------------ | ---------- |
| 01.04.1942 года | Западный фронт | 5-я армия  |                                                                                      |            |
| 01.05.1942 года | Западный фронт |            |                                                                                      |            |
| 01.06.1942 года | Западный фронт |            |                                                                                      |            |
| 01.07.1942 года | Западный фронт |            |                                                                                      |            |
| 01.08.1942 года | Западный фронт |            |                                                                                      |            |
| 01.09.1942 года | Западный фронт | 5-я армия  |                                                                                      |            |
| 01.10.1942 года | Западный фронт | 5-я армия  |                                                                                      |            |
| 01.11.1942 года | Западный фронт | 5-я армия  |                                                                                      |            |
| 01.12.1942 года | Западный фронт | 29-я армия |                                                                                      |            |
| 01.01.1943 года | Западный фронт | 29-я армия |                                                                                      |            |
| 01.02.1943 года | Западный фронт | 29-я армия |                                                                                      |            |
| 01.03.1943 года | Западный фронт | 5-я армия  |                                                                                      |            |
| 01.04.1943 года | Западный фронт | 5-я армия  |                                                                                      |            |
| 01.05.1943 года | Западный фронт | 30-я армия | 7-й гвардейский стрелковый корпус Архивная копия от 9 апреля 2014 на Wayback Machine |            |
| 01.06.1943 года | Западный фронт | 30-я армия | 7-й гвардейский стрелковый корпус                                                    |            |

## Командование

### Командиры
- Акимов, Александр Иванович, генерал-майор — (19.03.1942 — 23.06.1943)

### Начальники штаба
- Бочков, Фёдор Фёдорович (19.03.1942 — 19.01.1943), майор, подполковник[4]
- Глушко, Александр Васильевич, подполковник — (??.03.1943 — 23.06.1943)

## Память
В средней школе № 237 Архивировано 25 августа 2011 года. открыт музей боевой славы дивизии.
Дивизия упомянута на плите мемориального комплекса «Воинам-сибирякам», Ленино-Снегирёвский военно-исторический музей.

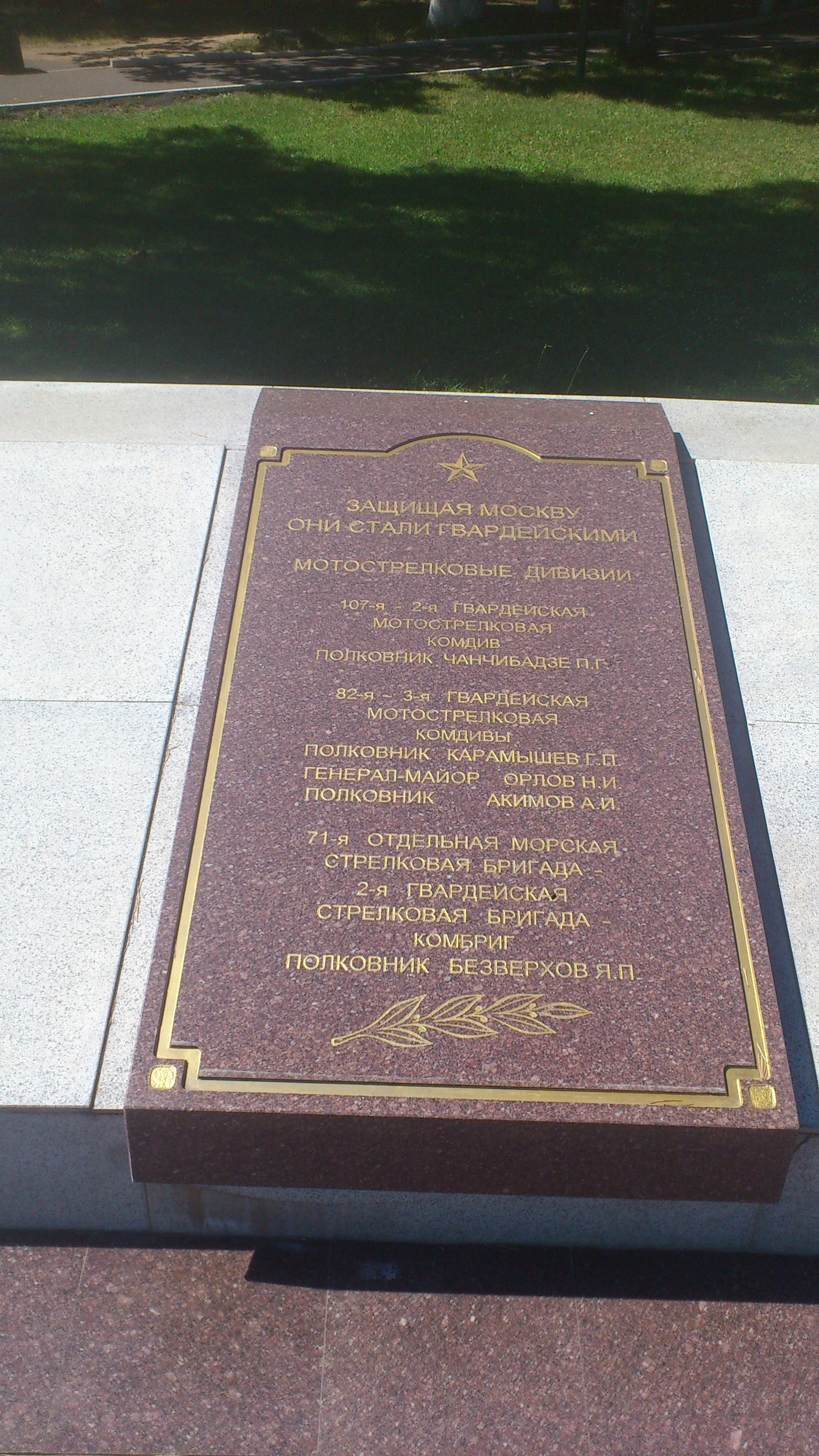
«Защищая Москву, они стали гвардейскими» — на плите мемориального комплекса «Воинам-сибирякам».
Мемориальный комплекс «Воинам-сибирякам», Ленино-Снегирёвский военно-исторический музей.